# اولگا واسیلنچنکو
اولگا واسیلنچنکو (روسی: Ольга Германовна Васильченко؛ زادهٔ ۸ نوامبر ۱۹۵۶) قایقران روئینگ اهل روسیه است.